# ملفين بارد
ملفين بارد (بالفرنسية: Melvin Bard)‏ هو لاعب كرة قدم فرنسي في مركز ظهير ‏، ولد في 6 نوفمبر 2000 في إيكولي ‏ في فرنسا. لعب مع أولمبيك ليون.

## وصلات خارجية
- ملفين بارد على موقع الاتحاد الأوربي (الإنجليزية)
- ملفين بارد على موقع إي إس بي إن إف سي (الإنجليزية)
- ملفين بارد على موقع قاعدة بيانات كرة القدم.إي يو (الإنجليزية)
- ملفين بارد على موقع ليكيب (الفرنسية)
- ملفين بارد على موقع Soccerbase.com (لاعب) (الإنجليزية)
- ملفين بارد على موقع Soccerway.com (الإنجليزية)
- ملفين بارد على موقع عالم كرة القدم.نت (الإنجليزية)
- ملفين بارد على موقع أوليمبيديا (الإنجليزية)
- ملفين بارد على موقع AS.com (الإسبانية)